# Emil Kiess

Emil Kiess

Emil Kiess (* 10. Februar 1930 in Trossingen) ist ein deutscher Maler, Bildhauer und Glasmaler, dessen Schaffen der Konzeptionellen Malerei zugerechnet wird.

## Leben und Werk
Emil Kiess studierte von 1949 bis 1951 an der Bernsteinschule in Sulz am Neckar. Zu seinen Lehrern gehörten dort Riccarda Gohr, HAP Grieshaber, Paul Kälberer und Hans Ludwig Pfeiffer. Von 1952 bis 1953 war er an der Staatlichen Akademie der Bildenden Künste Stuttgart Schüler von Willi Baumeister und Peter Otto Heim. Seit 1953 befasste er sich vor allem mit Glasmalerei.

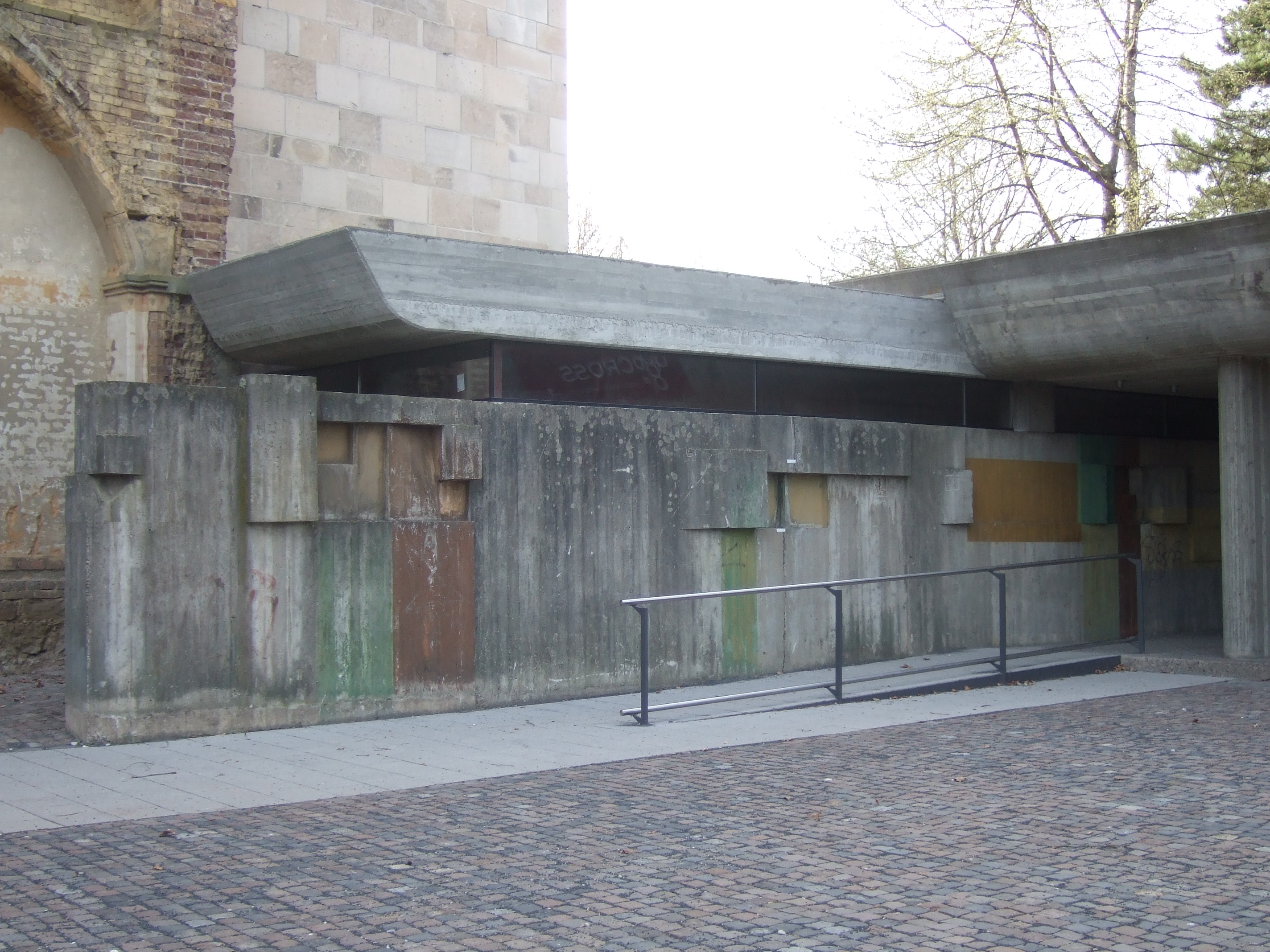
Betonrelief an der Lutherkirche in Kassel

1955 und 1958 erhielt Emil Kiess den Oberschwäbischen Kunstpreis, 1956 den Kunstpreis junger westen der Stadt Recklinghausen, 1958 den Premio Marzotto und 1960 den Premio G. B. Salvi. Im Jahr 1960 erhielt er ein Stipendium für die Villa Massimo in Rom. Diese Lebensphase führte zu einer Abwendung vom Konkreten hin zur Abstraktion.
1975 folgte der Große BDA-Preis und im Jahr 1995 erhielt er durch das Land Baden-Württemberg den Professorentitel. Kiess malte das offizielle Porträt von Erwin Teufel für die Galerie der Ministerpräsidenten des Landes Baden-Württemberg.
Er stattete das Münster St. Paul in Esslingen am Neckar, die Kapelle des Klinikums Tuttlingen, die Dreifaltigkeitskirche in Leutkirch und die Martin-Luther-Kirche in Ilvesheim mit Glasfenstern aus und versah die Lutherkirche in Kassel mit Betonreliefs. Die Kirche St. Johannes Evangelist in Schönmünzach stattete er mit 15 Kreuzwegbildern aus, die St.-Ida-Kirche in Gremmendorf mit einem Kreuzweg mit sechs Stationen. Emil Kiess wurde außerdem mit Arbeiten im öffentlichen Raum beauftragt. Bilder und Drucke von Emil Kiess befinden sich in öffentlichen Sammlungen und seine Werke waren in zahlreichen Einzel- und Gruppenausstellungen in mehreren Ländern zu sehen. 2008 wurde im Schloss Glatt eine Retrospektive seines Frühwerks gezeigt. Im selben Jahr war Kiess an der Ausstellung Kunst Schau Plätze 2008 in Meersburg beteiligt und schuf ein Porträt des ehemaligen Ministerpräsidenten Erwin Teufel für die Villa Reitzenstein.
Emil Kiess ist Mitglied im Deutschen Künstlerbund. Er lebt und arbeitet in Fürstenberg (Ortsteil von Hüfingen).
Im November 2020 wurde die Kunststiftung Emil Kiess Donaueschingen als Stiftung des Bürgerlichen Rechts anerkannt.